# Gunnar Hedlund
Gunnar Hedlund (né le 1er septembre 1900 à Helgum (sv) et mort le 26 novembre 1989 à Lidingö) est un homme politique suédois. Il a été chef de la Ligue des fermiers puis du Parti du centre de 1949 à 1971.

## Distinctions
- Commandeur grand-croix de l'ordre royal de l'Étoile polaire